# Malibu (Californië)
Malibu is een voorstad van de stad Los Angeles gelegen in de staat Californië in de Verenigde Staten van Amerika.
De stad is gelegen aan de kust in het noordwesten van Los Angeles County ten zuiden van de Santa Monica Mountains. In 2000 telde de stad 12.575 inwoners. Malibu staat bekend om zijn mooie stranden en grote en dure huizen, onder andere van Cher, Seann William Scott, Richard Gere, Barbra Streisand, Sting, Colbie Caillat, Robert Redford, Horace Silver, Paul Butcher, Mel Gibson, Nick Nolte en rapper G-Eazy. De stad staat tevens bekend als de originele "Surf City USA". Ook de Nederlandse acteur André Landzaat woont in Malibu.
Het gebied werd in 2007 geteisterd door grote branden waarbij 200 huizen in vlammen opgingen en 17 mensen de dood vonden.
In Malibu ligt de campus van de Pepperdine University.

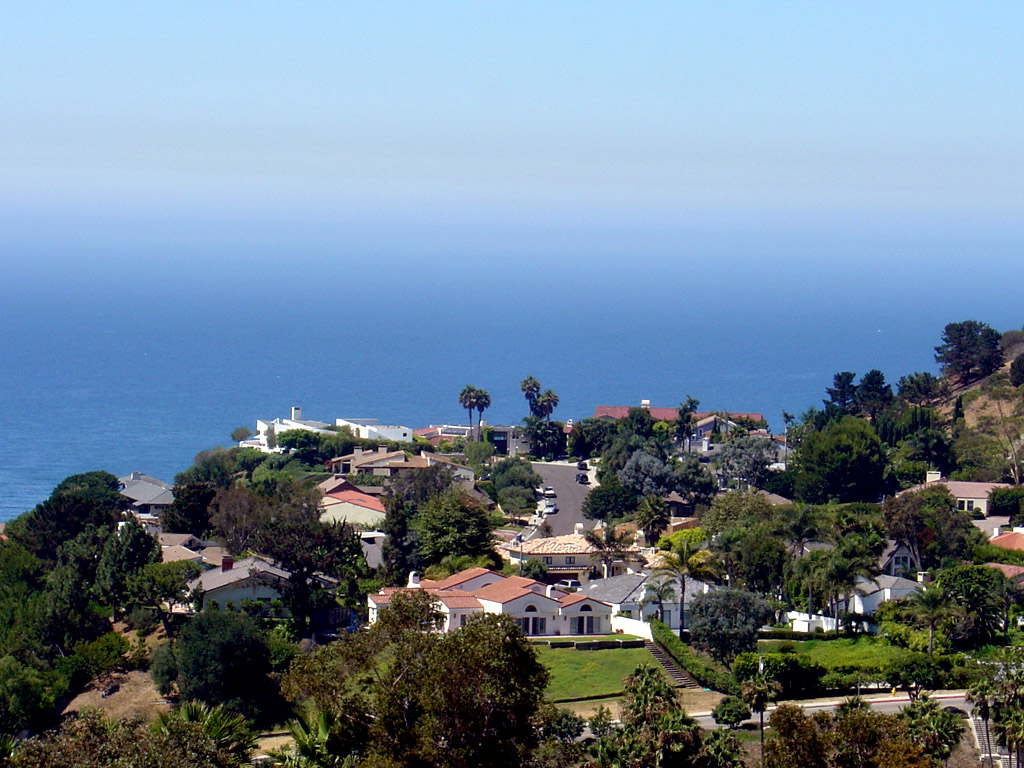
Pepperdine University
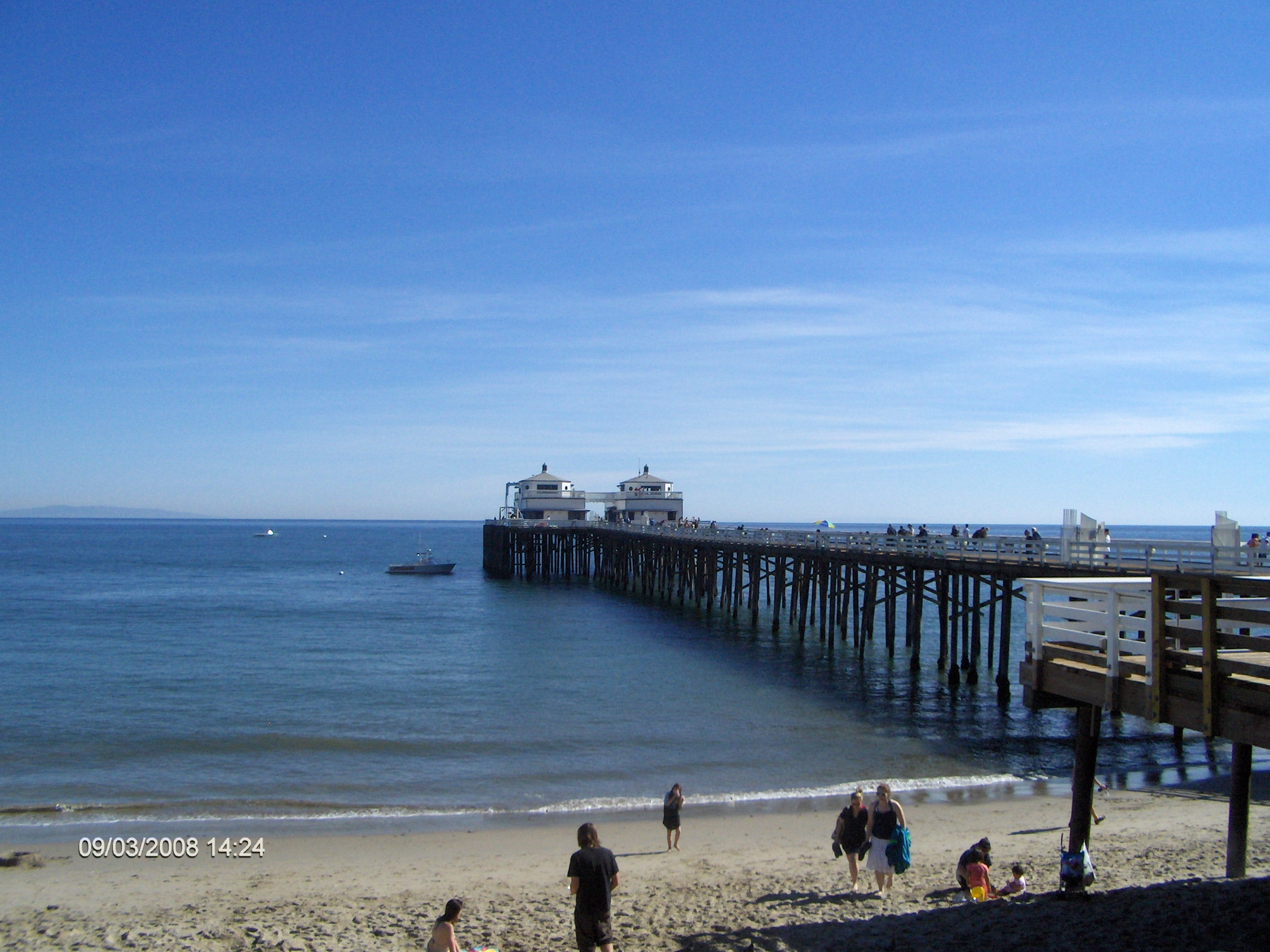
De Malibu Pier gezien vanaf de Pacific Coast Highway

## Bekende inwoners

### Geboren
- Timothy Hutton (1960), acteur
- Navi Rawat (1977), actrice
- Emilie Autumn (1979), zangeres en violiste
- Dominique Swain (1980), actrice
- Jennifer Landon (1983), actrice
- Colette Carr (1991), zangeres
- Jordan Wilimovsky (1994), zwemmer
- Jaden Smith (1998), acteur

### Overleden
- Dudley Fosdick (1957), jazzmuzikant
- Merle Oberon (1979), actrice
- David Janssen (1980), acteur
- John Houseman (1988), acteur
- Hal Ashby (1988), regisseur
- John Payne (1989), acteur en zanger
- Jill Ireland (1990), actrice
- Stan Getz (1991), saxofonist
- Michael Landon (1991), acteur
- Burgess Meredith (1997), acteur
- Brian Moore (1999), Noord-Iers schrijver
- Brion James (1999), acteur
- Peter Bardens (2002), Brits toetsenist
- Robert Rockwell (2003), acteur
- Johnny Carson (2005), televisiepresentator
- Dan O'Herlihy (2005), Iers acteur
- Stan Winston (2008), filmregisseur
- James Whitmore (2009), acteur
- Paul Wendkos, regisseur
- Henry Gibson (2009), acteur en songwriter
- Jennifer Jones (2009), actrice
- Pernell Roberts (2010), acteur en zanger
- Nan Martin (2010), actrice
- Francesco Quinn (2011), acteur
- Haji (2013), Canadees actrice
- Joseph Sargent (2014), acteur en regisseur
- Tom Petty (2017), zanger
- Robert Wolders (2018), acteur van Nederlandse afkomst
- Sheldon Adelson (2021), magnaat
- Eileen Ryan (2022), actrice
- Shannen Doherty (2024), actrice